# Zed Islands
Die Zed Islands (englisch für Zettinseln; spanisch Islas Zeta) sind eine kleine Inselgruppe im Archipel der Südlichen Shetlandinseln. Sie liegen 1,3 km nördlich des Williams Point vor der Nordostküste der Livingston-Insel.
Wissenschaftler der britischen Discovery Investigations benannten sie bei der von 1934 bis 1935 dauernden Forschungsreise zu den Südlichen Shetlandinseln nach ihrer z-förmigen Anordnung.